# 스크린도어

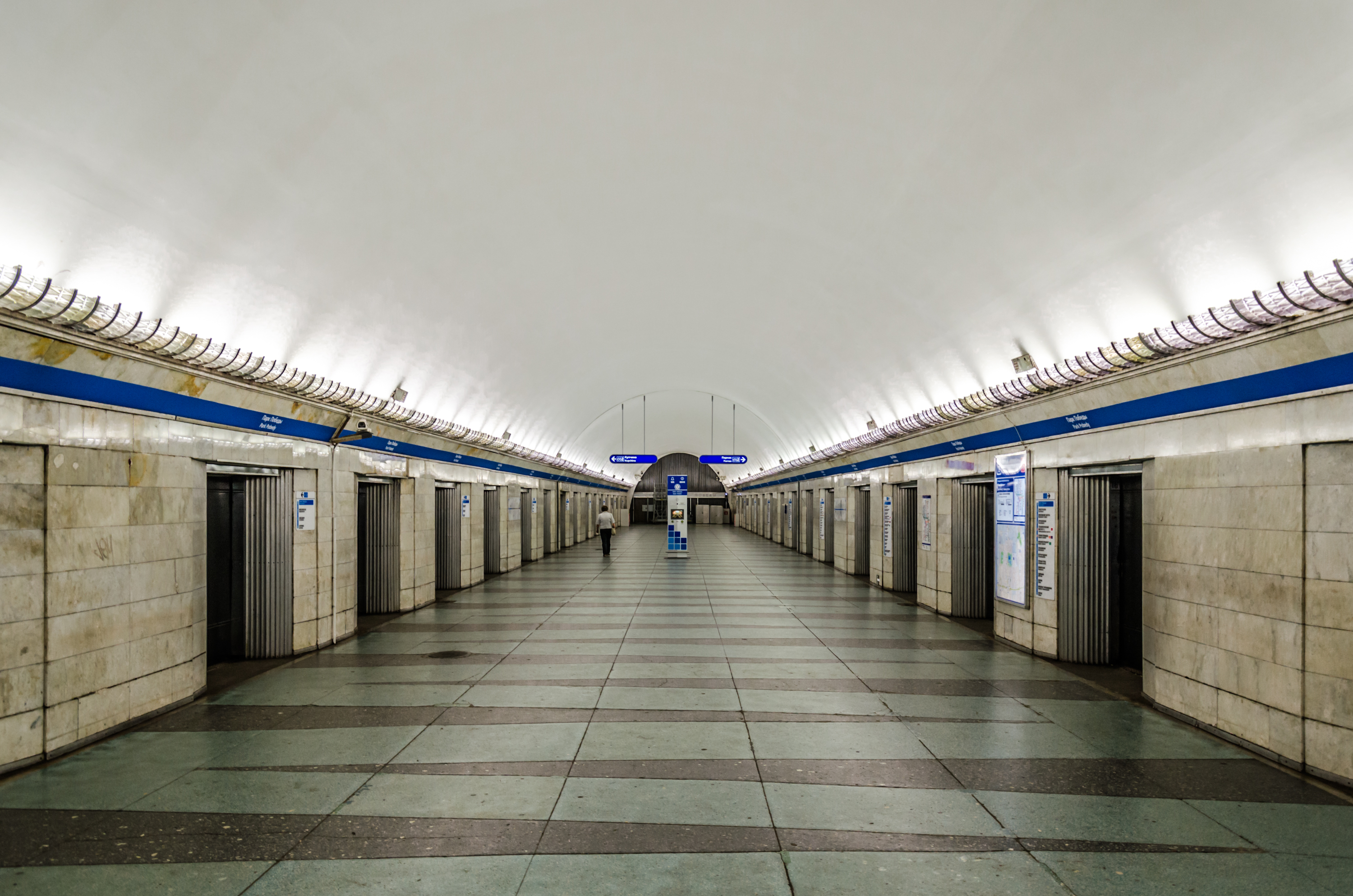
1961년에 완성된 상트페테르부르크 지하철 2호선 파크 포베디 역의 스크린도어.

스크린도어(영어: Platform Screen Doors; PSD) 또는 안전문(安全門)은 철도역과 전철역의 승강장에 설치된 안전 시설의 일종으로, 평상시엔 닫혀 있으나 열차의 도착에 맞춰 자동 혹은 수동으로 출입문을 개폐한 형태다. 홍콩, 싱가포르, 중국, 대한민국, 일본 등 일부 아시아 및 유럽 국가의 도시 철도 노선에서 주로 사용되고 있다.
위사진은 일명 단두대 도어라고도 불린다.
대한민국의 일부 지방정부에서는 안전문으로 따로 명명하고 있으며, 대한민국에서는 국립국어원의 권고에 따라 2013년부터 '안전문'이라는 표현을 사용하고 있다. 다만 실제 현장에서는 스크린도어 영문 명칭의 약자인 'PSD'를 주로 사용하고 있으며, 스크린도어 개폐 시의 방송에서도 '스크린도어가 열립니다', '안전문이 열립니다', '승강장 안전문이 열립니다' 등의 방송을 혼용해 사용 중이다.

## 역사

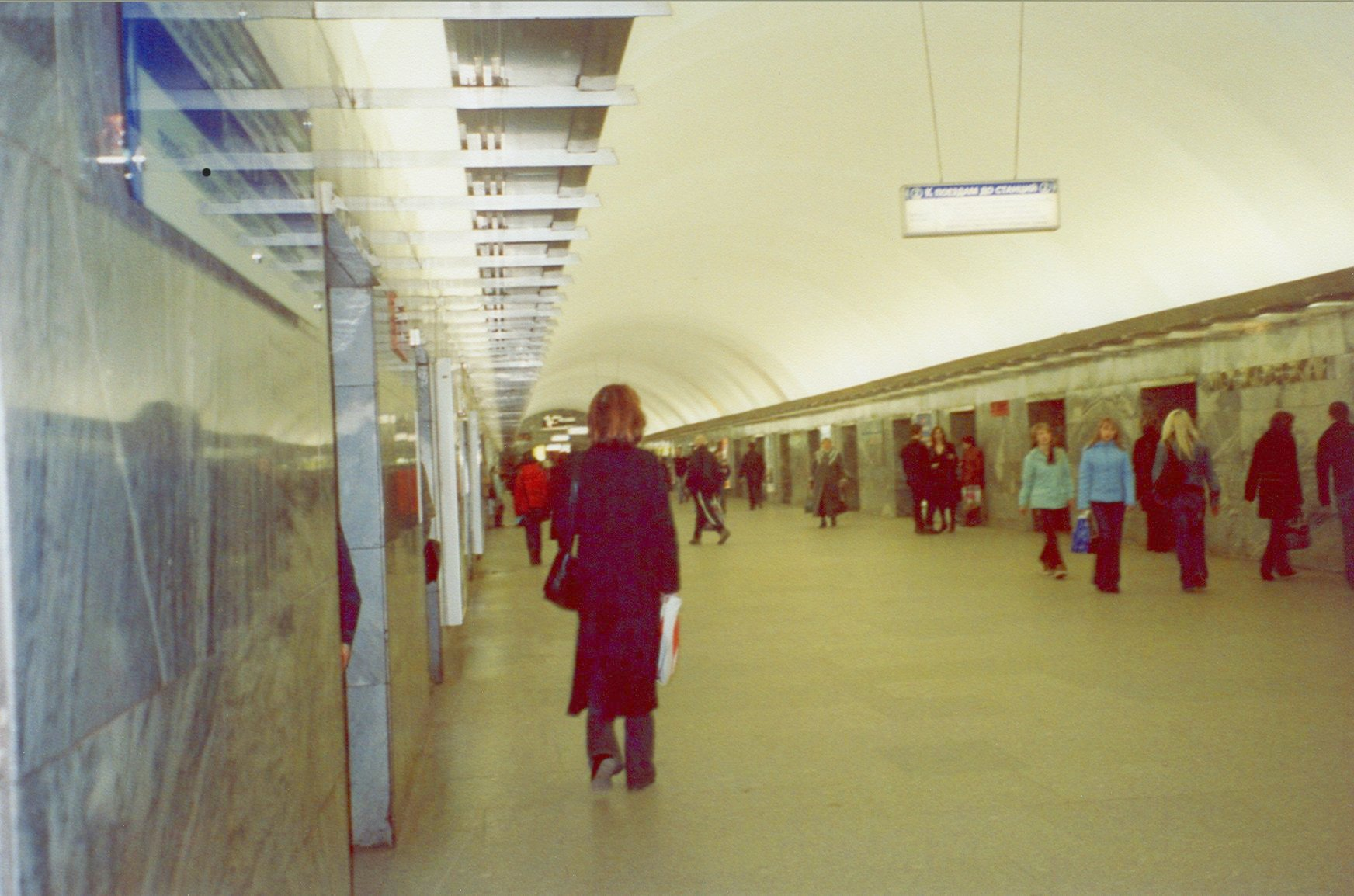
상트페테르부르크 지하철 2호선 파크 포베디 역. 출입문을 제외한 부분이 벽으로 되어 있다.

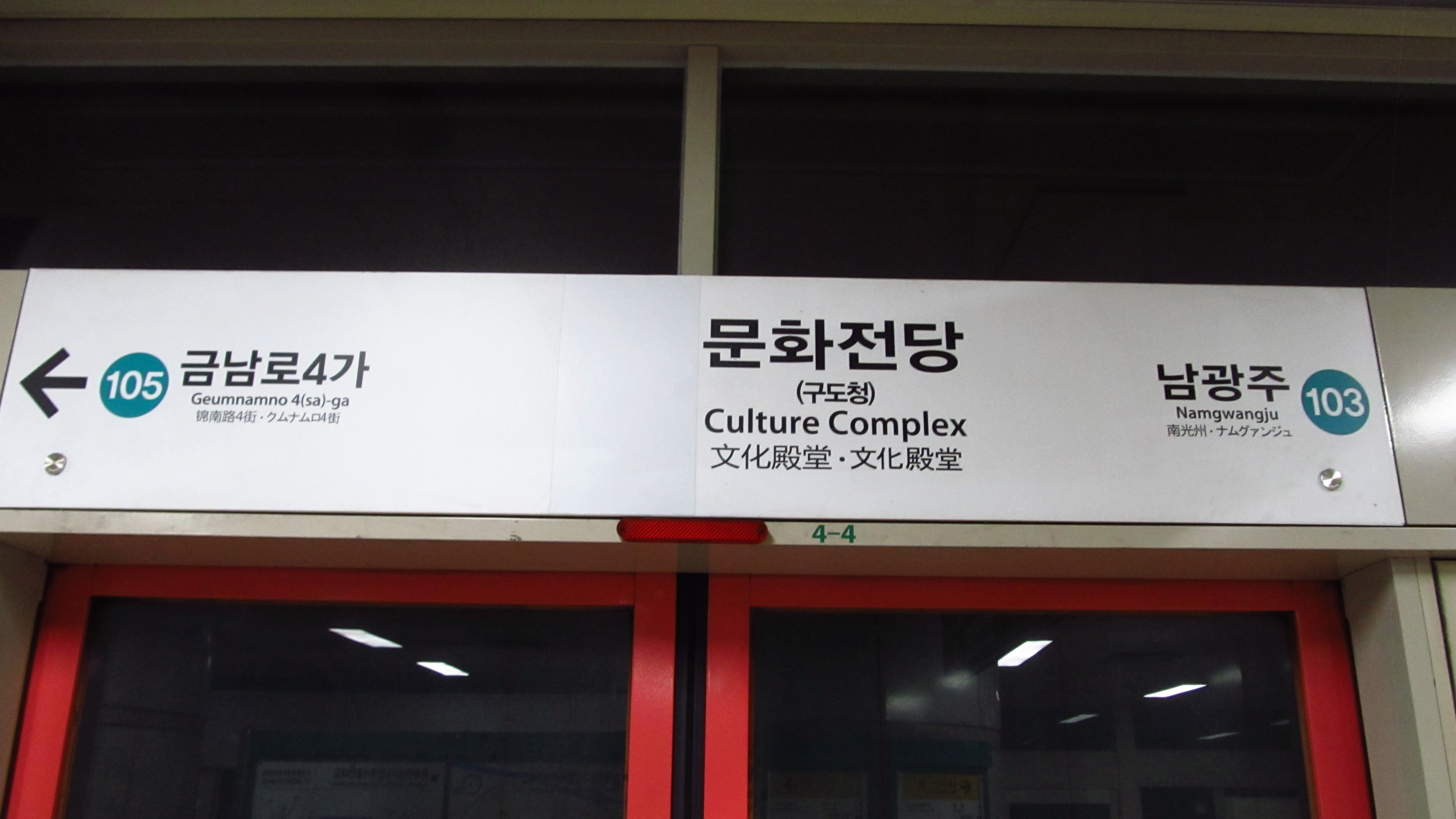
우리나라의 최초 스크린도어인 문화전당(구도청)역의 스크린도어

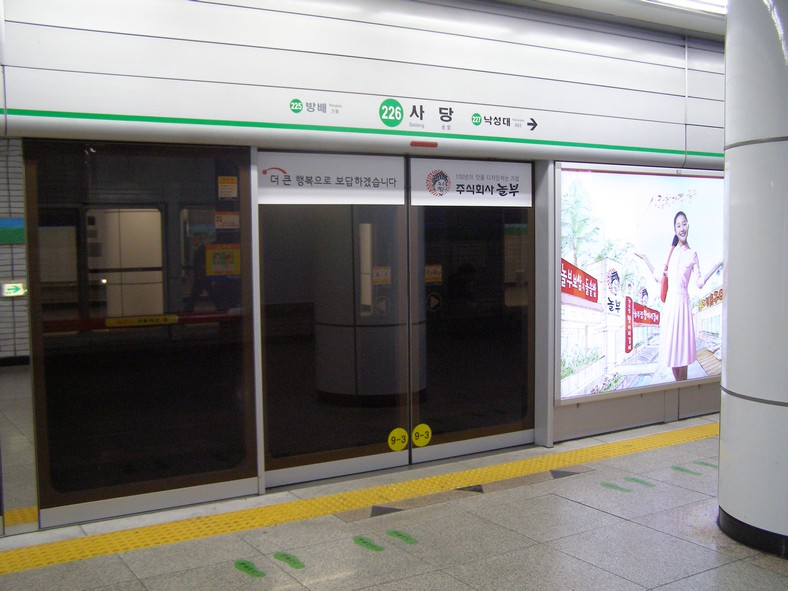
서울 지하철 최초의 스크린도어가 설치된 2호선 사당역

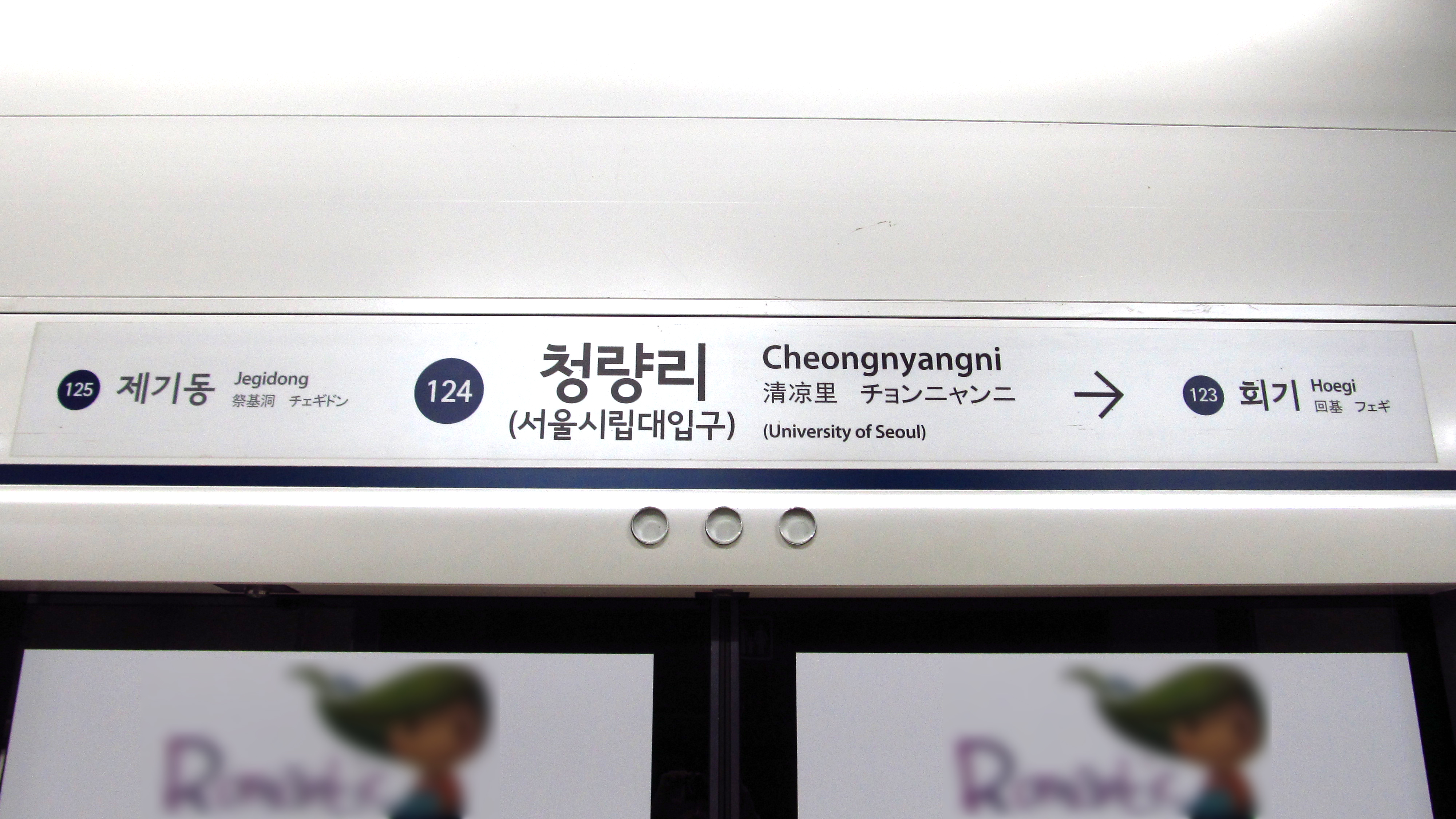
수도권1호선 청량리역의 완전밀폐형 스크린도어

세계 최초의 스크린도어는 1961년 소련 상트페테르부르크 지하철에 설치됐다. 승강장과 열차 사이에 대리석 벽을 세운 뒤 출입문 부분에 철제 셔터를 달아 양옆으로 움직이게 만든 방식이다.
대한민국 최초의 스크린도어는 스크린도어 기술을 개발하던 피에스에스텍(PSS Tech)이 2002년 2월에 실험 목적으로 곡선이 심한 인천역에 설치한 것으로, 2003년 3월 철거 이후 인천역과 유사하게 곡선이 심한 신길역에 다시 설치해 10월에 철거하였다. 시운전 도중 2003년 6월 수도권 전철 4호선의 회현역에서 열차가 접근하던 도중 노숙자가 승객의 등을 밀어 선로로 추락하면서 사망하는 사건이 발생했고, 스크린도어 설치 여론이 확산되어 2004년 현대엘리베이터에서 광주 도시철도 1호선 도청역에 전국 최초로, 국철 최초로 신길역 완행 승강장에 반밀폐형 스크린도어를, 2005년 10월 서울지하철 최초로 사당역에 스크린도어가 설치되었다. 그러다가 스크린도어 설치 공사가 지지부진하던 도중 봉천역에서 또 선로 추락 사건으로 인명 피해가 날 뻔했다. 이로 인해 2009년 말까지 서울 지하철 전 구간에 설치되었고, 2017~23년까지 한국철도공사 전 노선에(1호선 광명역, 경의중앙선 도라산역 제외) 스크린도어가 설치되었으며 일부 역사는 (1호선 천안역) 아직 설치되지 않았거나 현재 설치 중에 있다.
한편, 2015년 강남역에서, 2016년 구의역에서 스크린도어와 열차 사이에 사람이 끼어 사망하는 사고가 발생하면서 서울교통공사(당시 서울메트로 및 서울특별시도시철도공사)의 정비 외주화와 더불어 2000년대 후반 빠른 속도로 설치되어 품질이 다소 떨어지는 스크린도어 자체에 대한 관심도 높아져 고장이 잦은 역에 설치된 스크린도어 교체 공사를 진행했다. 2016년 10월에 5호선 김포공항역에서 스크린도어 사고가 발생한 이후에 2018년 1월부터 4월까지 김포공항역의 스크린도어를 교체하였다. 2018년 1월부터 2호선 방배역, 신림역, 성수역, 3호선 을지로3가역, 5호선 광화문역, 왕십리역, 군자역, 우장산역, 김포공항역 스크린도어 노후화로 인해 2019년 7월까지 교체를 완료하였다. 발산역은 원래 교체 계획이 없었으나, 탈선사고로 스크린도어가 파손되어 상행선 승강장에 한정하여 교체되었다.

## 종류
스크린도어는 형태에 따라 다음과 같이 분류할 수 있다.

### 완전밀폐형
완전밀폐형 스크린도어(PSD: Platform Screen Door)란 승강장에서 천장까지를 완전히 막는 형태의 스크린도어다. 최초의 완전밀폐형 스크린도어는 러시아 상트페테르부르크 지하철 2호선의 파크 포베디 역의 스크린도어로, 이는 "스크린도어" 자체에서 세계 최초로 설치된 역이기도 하다.
| - 장점 : 선로 공간하고 승강장이 완전히 분리되기 때문에, 열차가 진입을 할 때 발생한 소음, 바람(열차풍)이나 먼지 등이 승강장에 미친 영향을 크게 줄일 수 있고, 역사의 공조(실내의 온도, 습도, 세균, 냄새, 미세먼지 등을 그 장소의 사용 목적과 보건에 적합한 상태로 유지한 일)에도 도움을 준다. 거의 대부분의 지하철역 스크린도어가 이런 형태다. | - 단점 : 구조가 복잡하며 잦은 고장에다 오작동으로 말썽을 빚는데다, 많은 부품이 들어가므로 설치 및 유지 보수 비용이 많이 든다. 설치시 별도의 환기시설을 설치해야 하며, 상부 구조물까지 모두 뜯어내야 한다. |

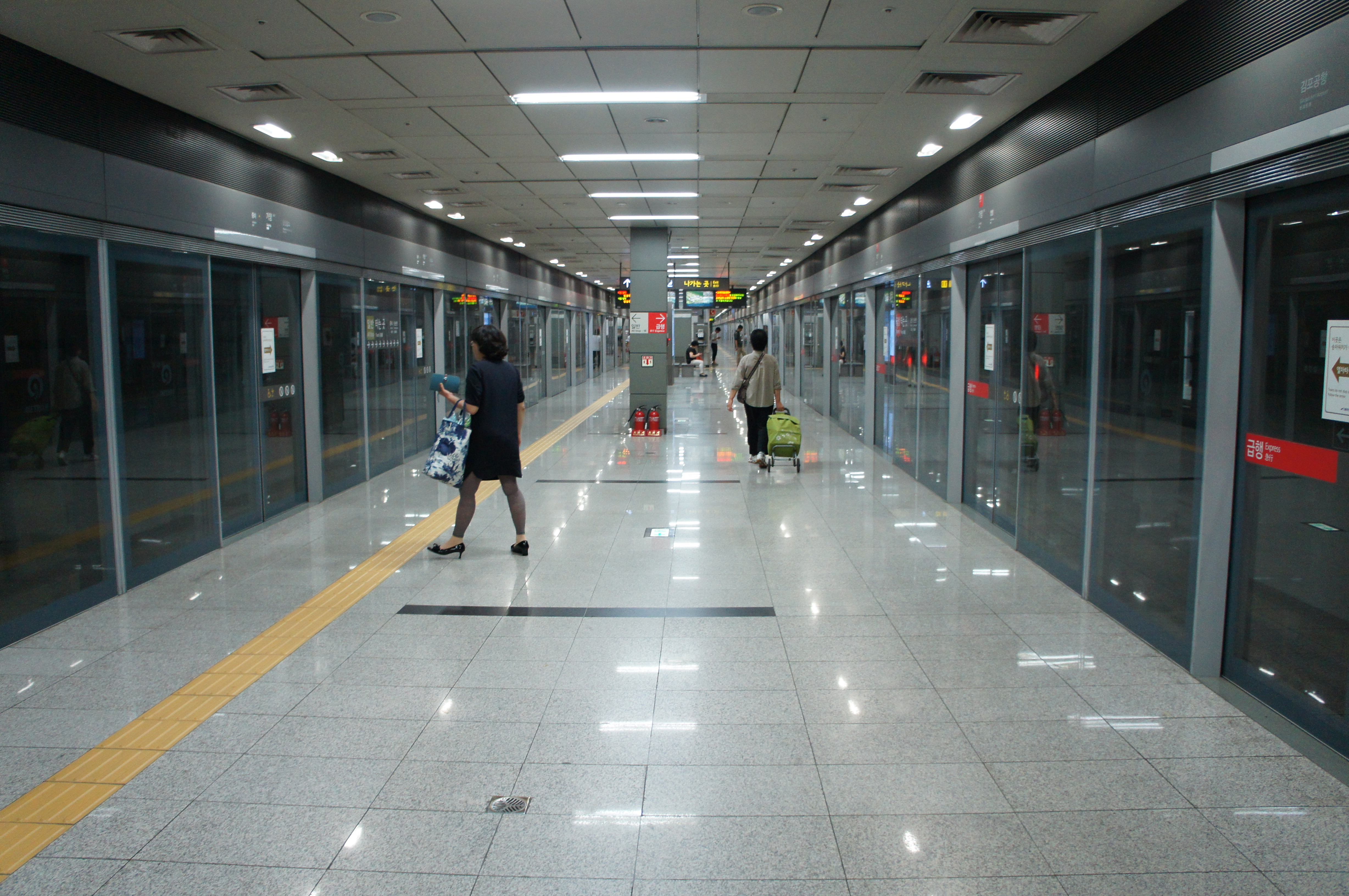
서울 지하철 9호선 가양역의 완전밀폐형 스크린도어.

### 반밀폐형
| - 장점 : 공사비가 완전밀폐형보다 적게 들며, 자연 환기가 가능하다. | - 단점 : 소음, 바람 등의 차단 효과는 완전밀폐형에 비해 적다. |

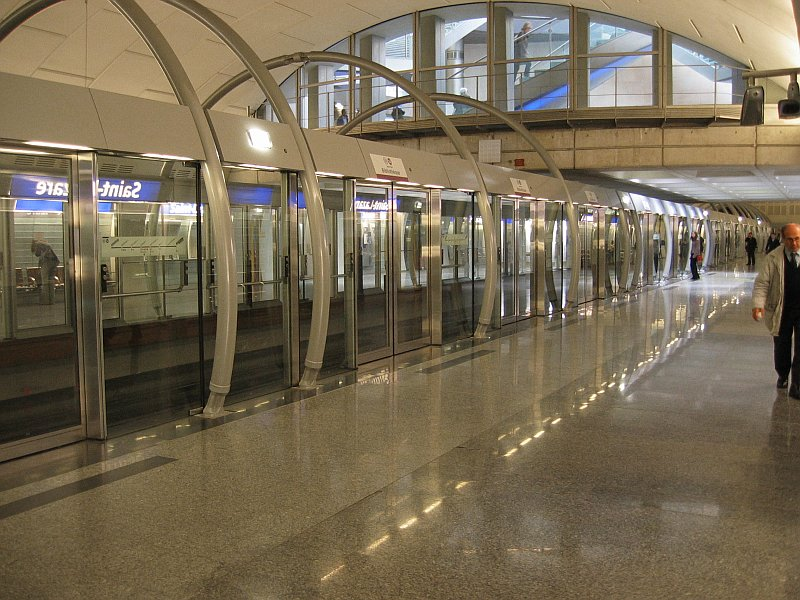
파리 메트로 14호선 가레 사인트-라자레 역의 반밀폐형 스크린도어.

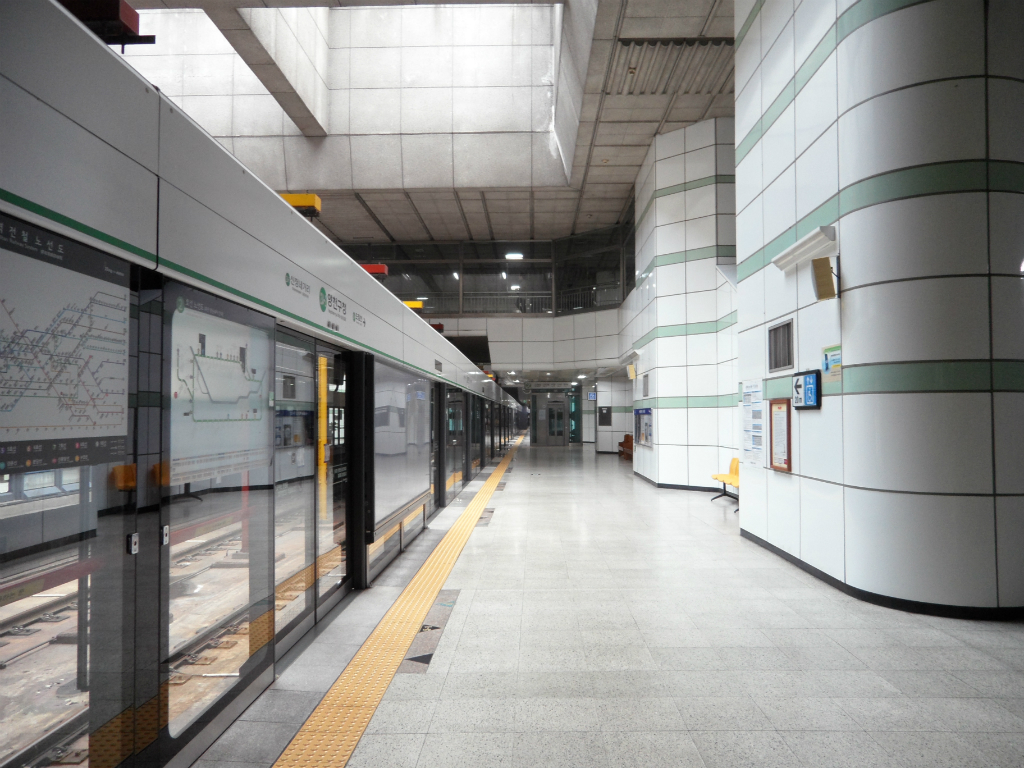
양천구청역의 반밀폐형 스크린도어

반밀폐형 스크린도어(PED: Platform Edge Door)는 완전밀폐형과 똑같이 약 2m 이상의 높이로 설치되지만, 선로와 승강장이 완전히 분리돼 있지 않으며, 위가 뚫려 있는 형태의 스크린도어다.
지상역과 고가역에 주로 설치되나, 일부 지하역에도 조금씩 설치된다. 예산 부족으로 100% 완전밀폐형을 설치하기 어려웠던 부산 도시철도 1 · 2호선의 역들, 일본의 신교통 시스템 노선들의 역들, 1990년대에 개통한 도쿄 지하철 난보쿠 선, 교토 시영 지하철 도자이 선의 역들, 1998년에 개통한 다마 도시 모노레일의 역들 등에 설치돼 있다.
지붕이 없이 노상에 있는 역은 아무리 높게 설치해도 반밀폐형이 된다. 완전밀폐형과 반밀폐형을 통틀어 '밀폐형'으로 칭하기도 한다.
반밀폐형 스크린도어는 철도역 뿐 아니라 버스 정류장에 설치되기도 했다.

### 난간형
| - 장점 : 설치시 별도의 환기시설 설치 및 천장을 모두 철거할 필요가 없으므로 설치가 용이하며, 설치 및 유지보수비용이 저렴하다. | - 단점 : 그러나 열차풍 차단 등의 효과는 적고, 얼굴을 선로 가까이 내밀 가능성도 높다. |

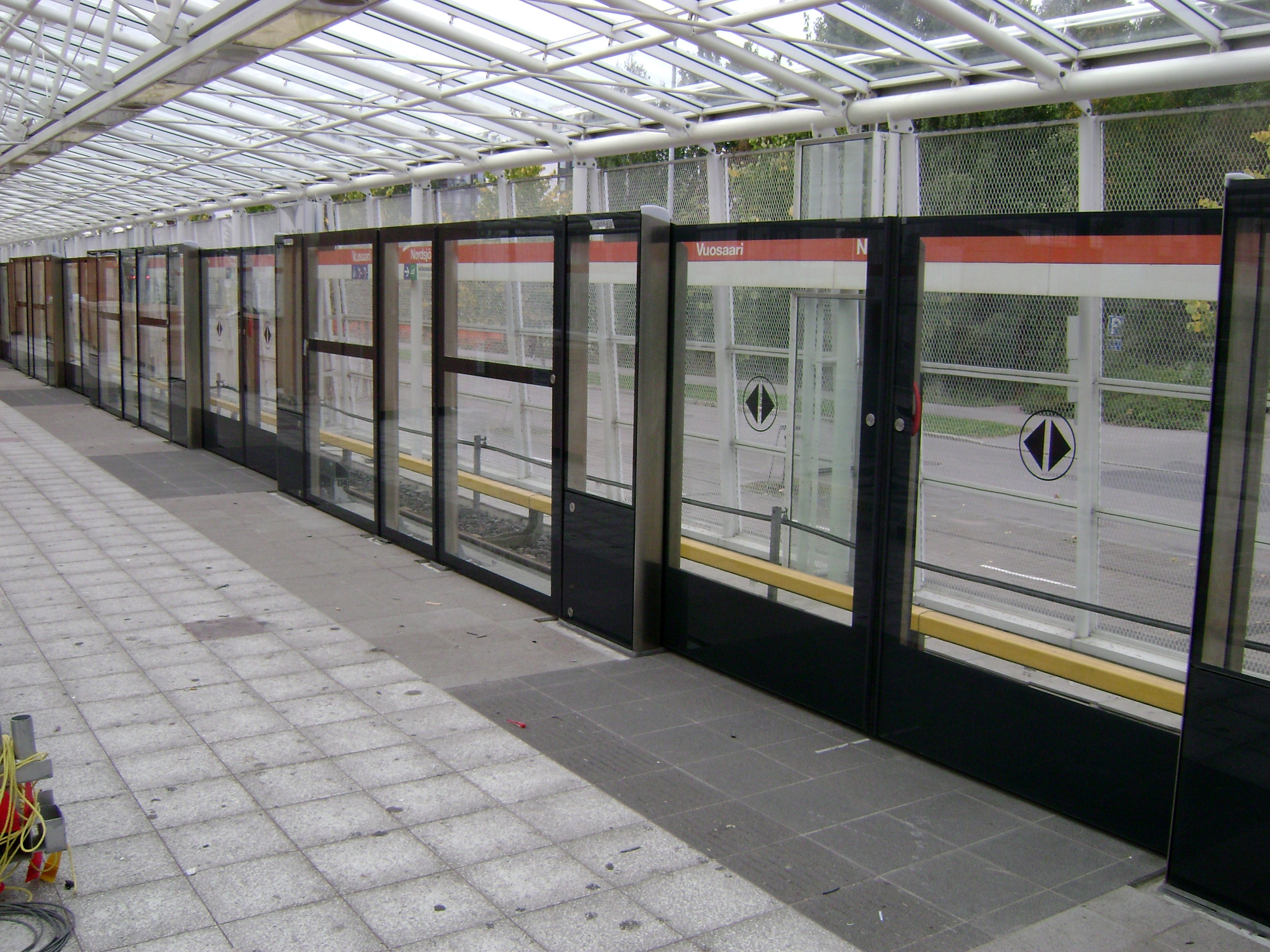
핀란드 헬싱키 지하철 부오사린 역의 난간형 스크린도어.

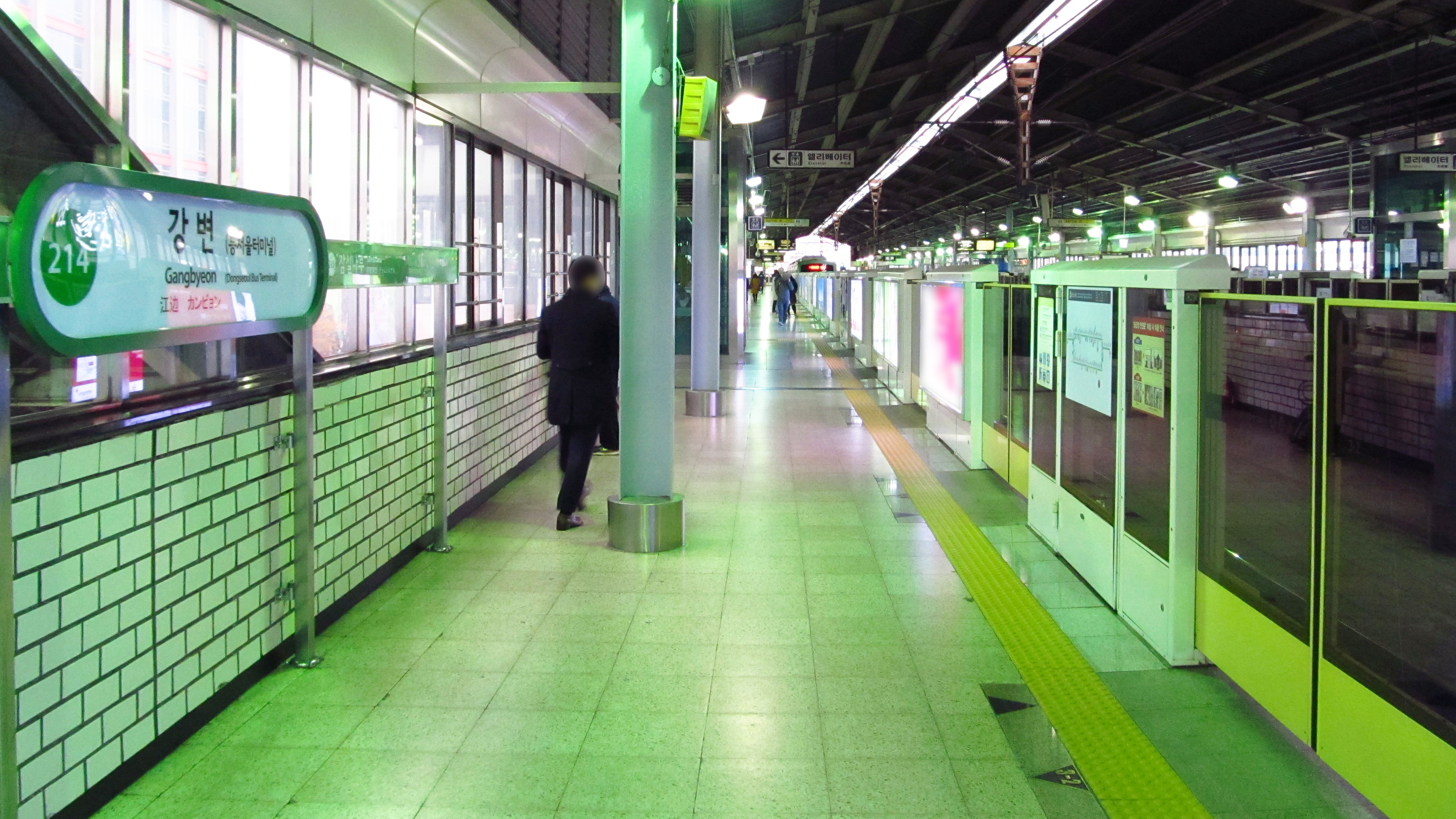
강변역에 설치된 난간형 스크린도어

난간형 스크린도어(HHPSD: Half Height Platform Screen Door)는 스크린도어의 종류 중 하나며, 밀폐형의 절반 정도의 높이로 설치된다.
서울 지하철 2호선의 건대입구역과 강변역, 부산 도시철도 4호선 안평차량기지 간이역, 대구 도시철도 3호선, 일본 고속 철도인 도카이도 신칸센의 도쿄역, 시나가와역, 신요코하마역, 아타미역, 나고야역과, 큐슈신칸센, 니시큐슈 신칸센 전 역에 설치돼 있다.
주로 유리를 많이 사용해 설치되지만 안평차량기지 간이역이나 일본 승강장처럼 유리를 사용한 부분이 적거나 아예 없는 경우도 존재한다.
방콕 스카이트레인의 경우 벽 부분에 디지털 간판(디스플레이)을 설치하여 동영상 광고를 송출한다.
JR 동일본에서는 기존의 난간형 스크린도어보다 개구부가 넓고 간단한 하부 구조와 가벼운 프레임 구조의 문으로 기기의 경량화 및 지원 안내기구의 간소화를 도모하고, 설치 기간이 단축되는 스크린도어인 스마트 홈 도어(일본어: スマートホームドア 스마~또호~무도아[*])를 개발하여 요코하마 선 마치다역과 하치코 선 하이지마역에 시범 가동을 하고 있다. 2018년부터 도쿄권의 스크린도어 설치를 페이스 업 함에 있어 스마트 홈 도어도 적극적으로 도입한 것으로 발표됐으며, 발표 전에 이미 도입이 결정된 게이힌토호쿠 선 신코야스역 등 7개 역에 스마트 홈 도어를 설치할 예정이다.

### 로프형
로프형 스크린도어(RSD: Rope Screen Door)는 위아래로 줄 또는 막대가 움직이면서 승강장과 열차 사이를 막는 형태의 스크린도어다.
| - 장점 : 고장이 적으며, 다른 방식에 비해 설치 및 유지에 드는 비용이 적게 든다. 출입문의 위치나 열차의 길이가 다른 열차가 승강장을 공유하는 경우에도 약간의 계산만으로 운용이 가능하다. | - 단점 : 열차풍 차단 등의 효과가 전혀 없다. |

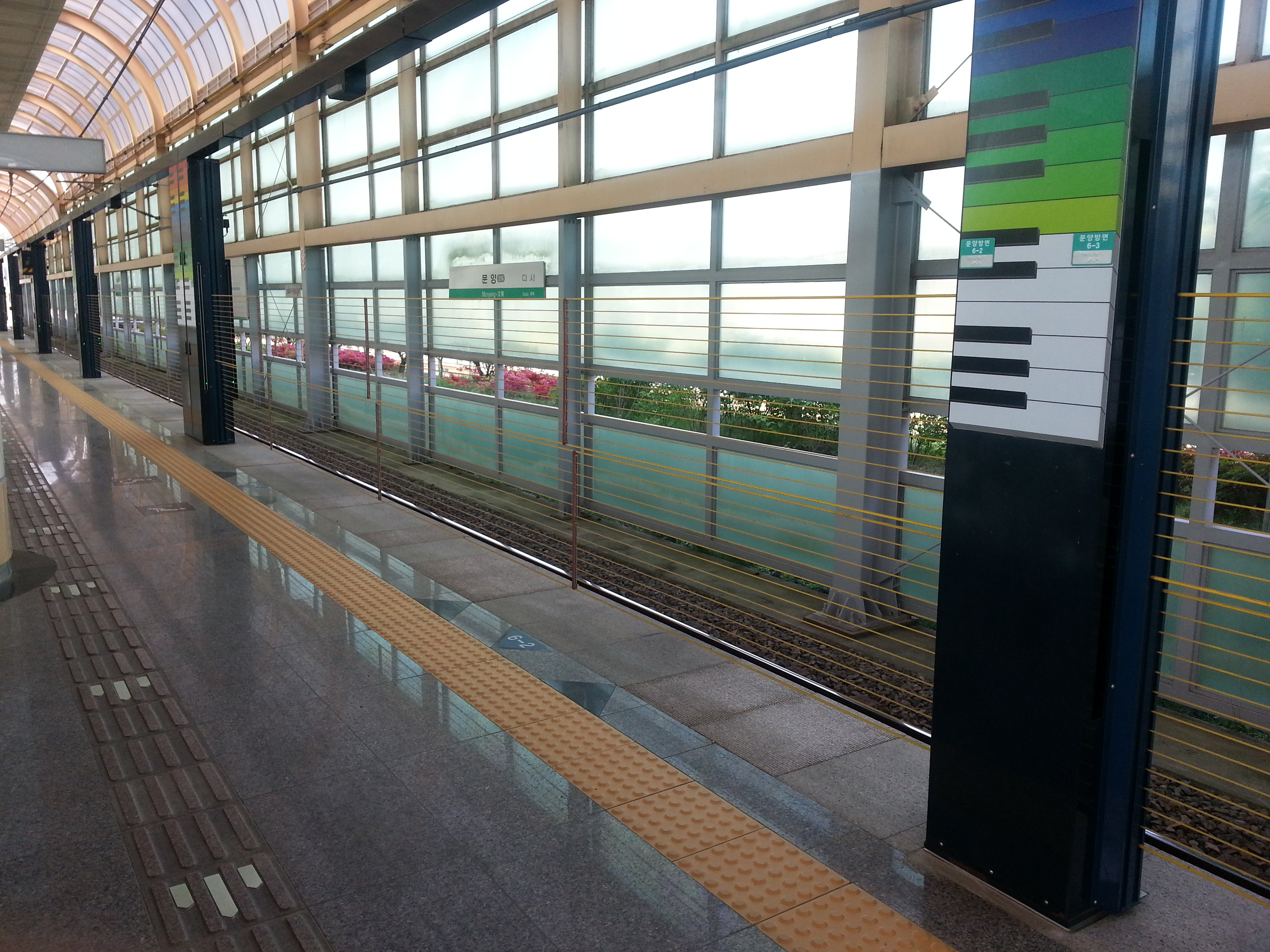
문양역의 로프형 스크린도어

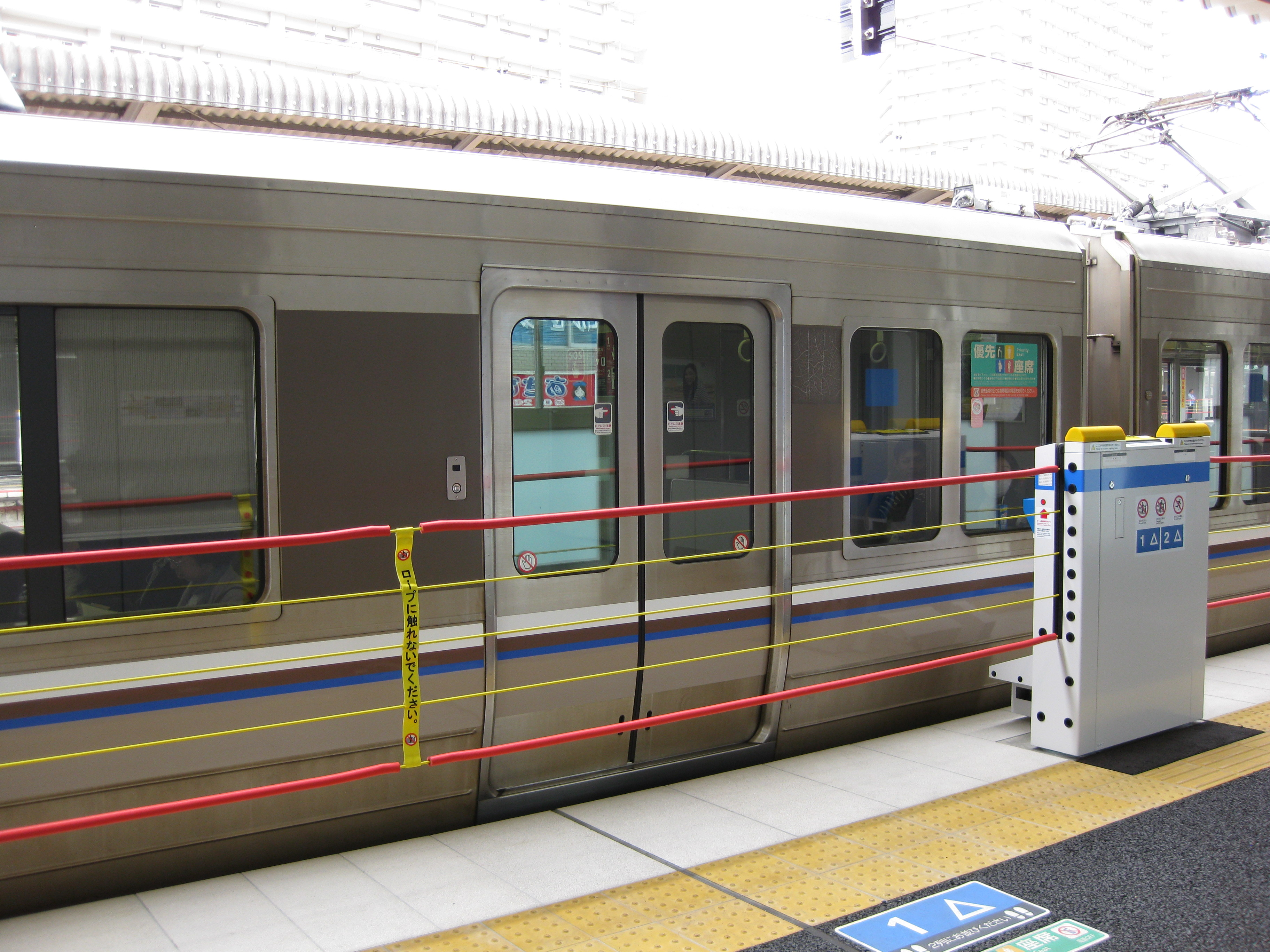
다카쓰키역의 로프형 스크린도어(닫혀 있는 상태).

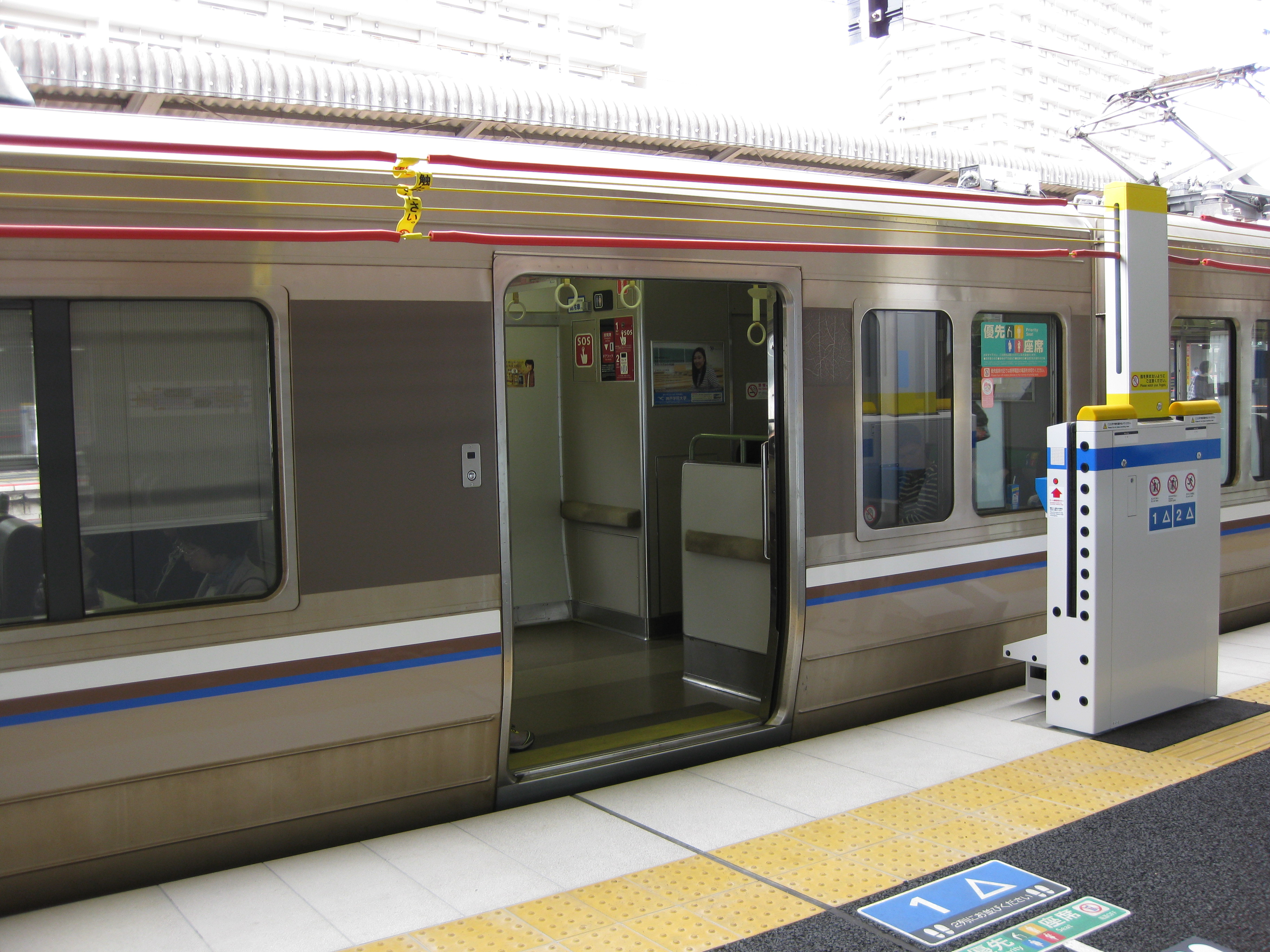
다카쓰키 역의 로프형 스크린도어(열려 있는 상태).

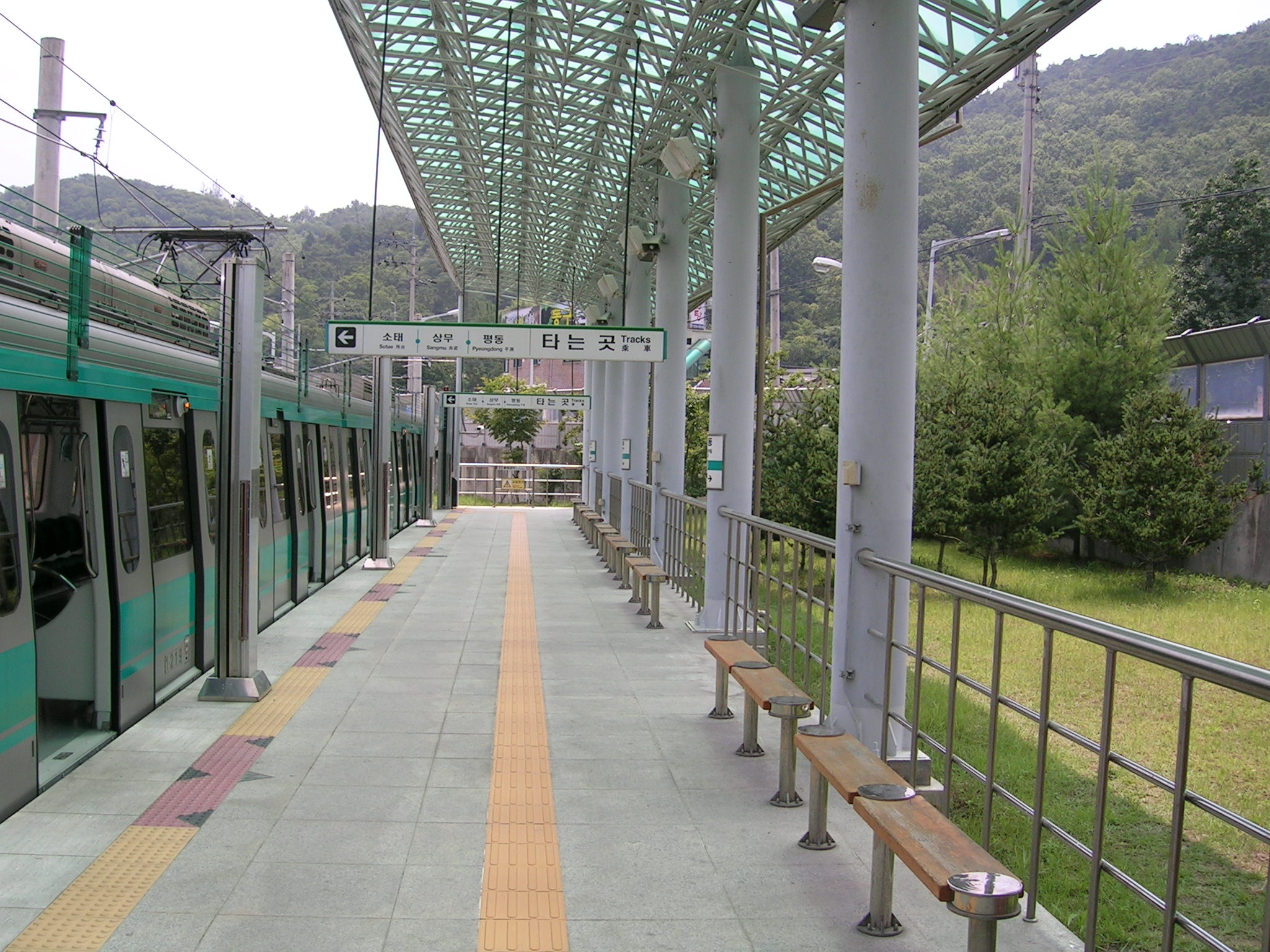
녹동역에 설치되어 있던 세계 최초의 로프형 스크린도어(현재 반밀폐형으로 바뀜).

일반 열차하고 대한민국 수도권 전철 등은 열차 길이와 출입문의 위치가 모두 달라서 기존 좌우개폐식 스크린도어가 설치된 역에선 운용이 곤란하며, 로프형 스크린도어만 운용이 가능하다.
세계 최초로 대한민국 광주 도시철도 1호선 녹동역에 로프형 스크린도어가 설치됐으나 이후 반밀폐형으로 교체되었으며 현재는 대구 도시철도 2호선 문양역과 호남선 논산역에만 로프형 스크린도어가 설치돼 있다. 다만, 문양역은 서로 규격이 다른 열차가 운영되지는 않는다. 반면 일본에 수출하여 시범적으로 운영중인 로프형 스크린도어는 다양한 유형의 열차를 대응하고 있다.

## 효과 및 문제점

### 효과
- 열차가 도착하지 않았을 때 승객이 선로에 들어가는 것을 막아, 사고의 위험을 크게 줄일 수 있다.
- 무인 운전이 가능하며, 승강장의 쾌적성을 유지할 수 있다.[10]
- 냉ㆍ난방 열 움직임을 막아 에너지 절약 효과를 거두고 있다(완전 밀폐형 스크린도어에만 해당).

### 문제점
- 설치 및 유지보수에 많은 비용이 든다.
- 열차가 정위치에 서지 못하는 경우 승하차 시간이 지연될 수 있다.[10]
- 구조 상의 문제로 화재, 정전 사고 발생시 대처가 매우 어려워지기도 한다.
- 예를 들어, 대한민국 수도권 전철에서 스크린도어 설치 및 유지 보수 비용을 충당하기 위해 승객이 보는 벽면에 광고를 설치하기도 하였으나[11] 한국은 안전한 국가이면서도 대구 지하철 사건을 계기로 설치한 비상 탈출문의 불편한 점인 비상 시 승객 탈출과 관련하여 안전성 의문이 제기되고[12][13] 수도권 전철에서 철거되었지만, 광고 부착 위치가 비상문 없는 곳으로 옮겨, 현재는 수도권 전철에 비상안전 출입문에 광고를 부착하지 않고 비상탈출문을 제외한 다른 스크린도어는 광고가 있어 현재까지 이어지고 있다.[14]
- 또 에러 발생시 출발이 지연된다.

한편, 저가 스크린도어 채용 시 급행과 같은 통과열차들이 고속으로 통과하지 못하는 문제 역시 발생한다. 예를 들어 인천국제공항철도와 서울 지하철 9호선의 전 구간은 고가의 스크린도어를 설치하여 직통열차또는 급행열차가 역 진입과 관계없이 최고속도로 달릴 수 있으나, 저가 스크린도어를 설치 중인 코레일 구간, 특히 분당선 급행의 경우 통과역에서 매번 속도를 줄여야 하는 문제가 생긴다. 이는 경인선의 급행 통과선에 스크린도어를 설치하지 않는 이유에도 한 몫 한다.

## 사진

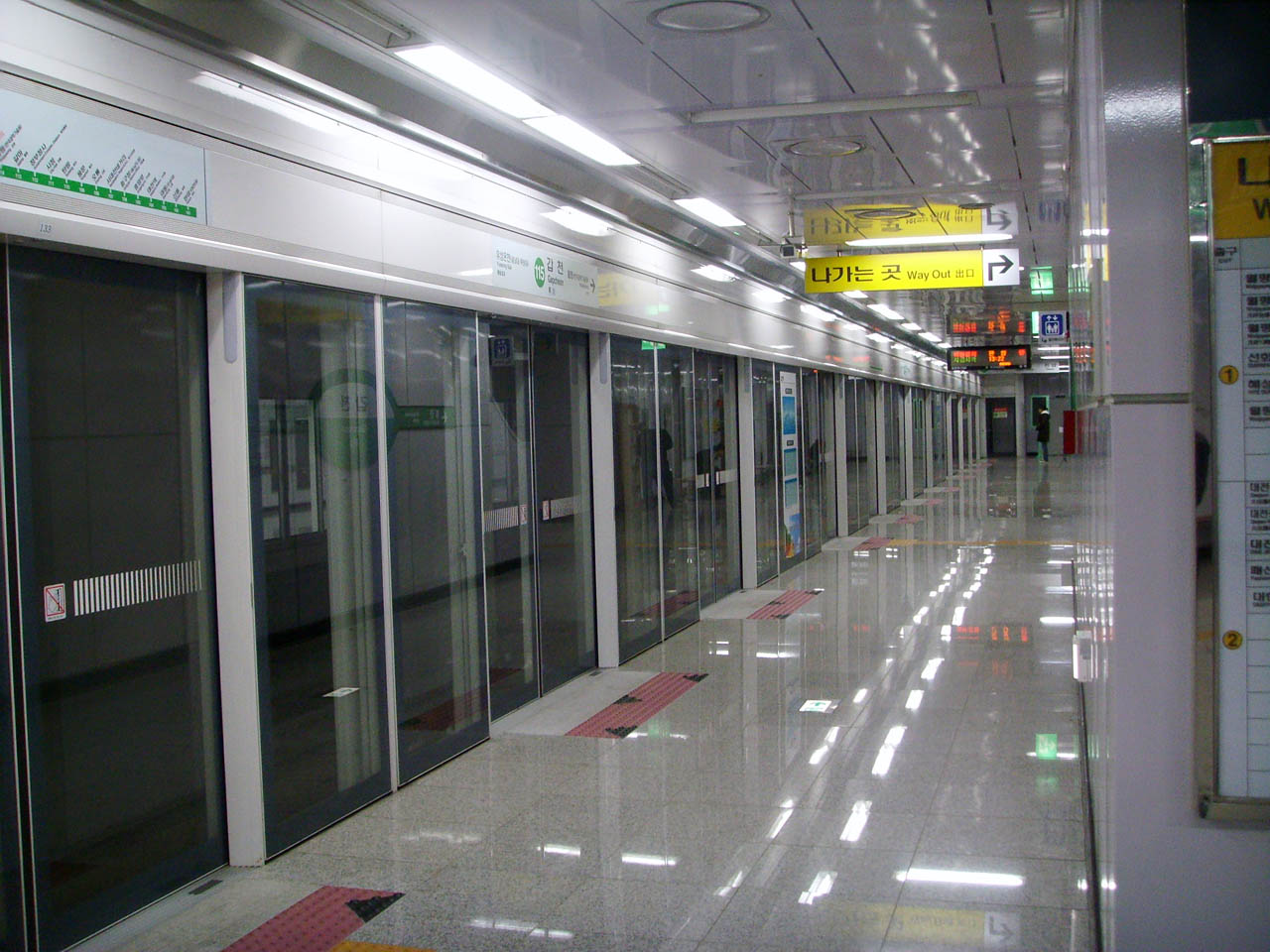
완전밀폐형 스크린도어 (대전 도시철도 1호선 갑천역)
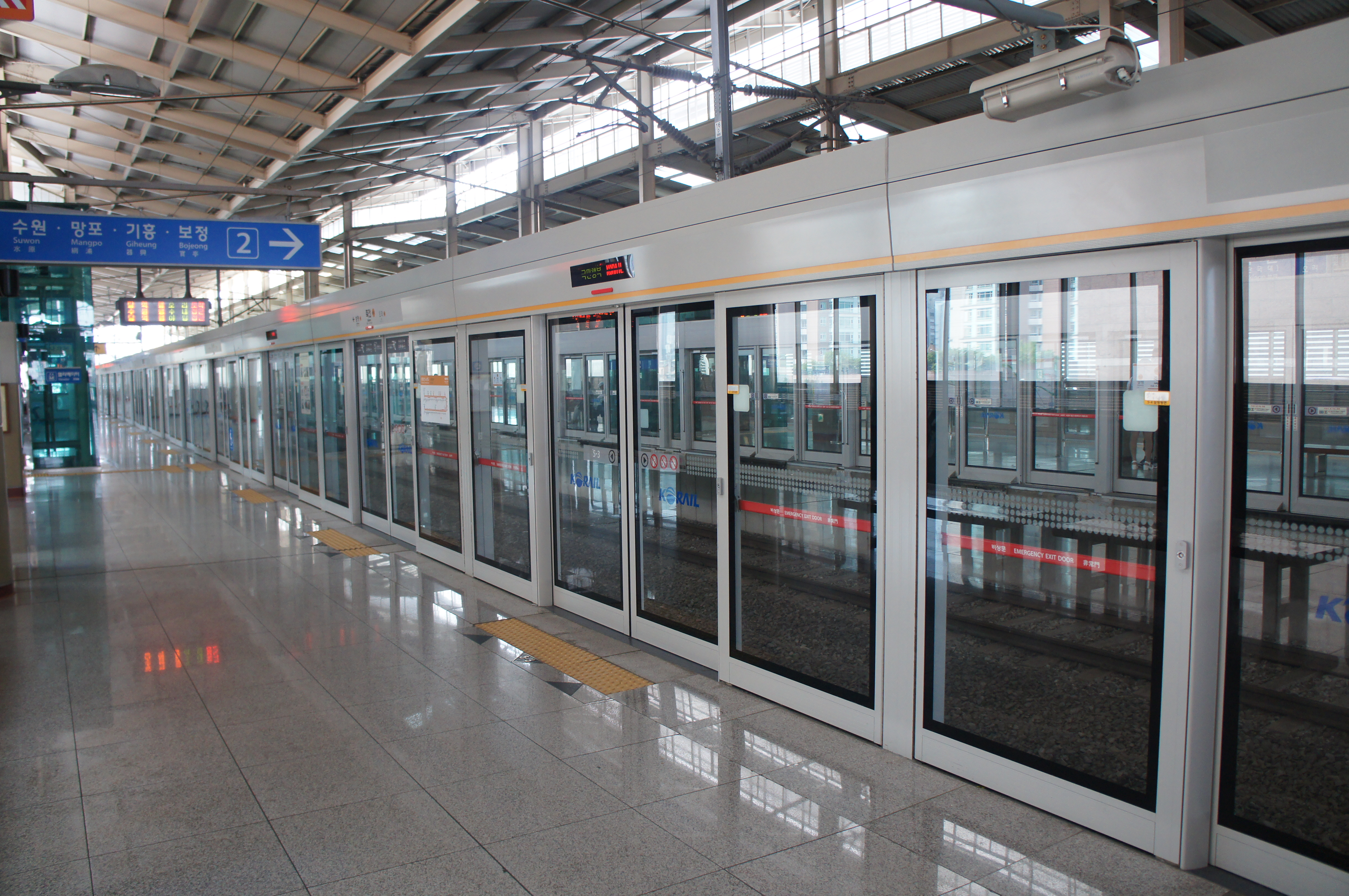
반밀폐형 스크린도어(지상이기 때문에 완전 밀폐형이려면 끝없이 높게 설치되어야 한다.) (수도권 전철 수인분당선 죽전역)
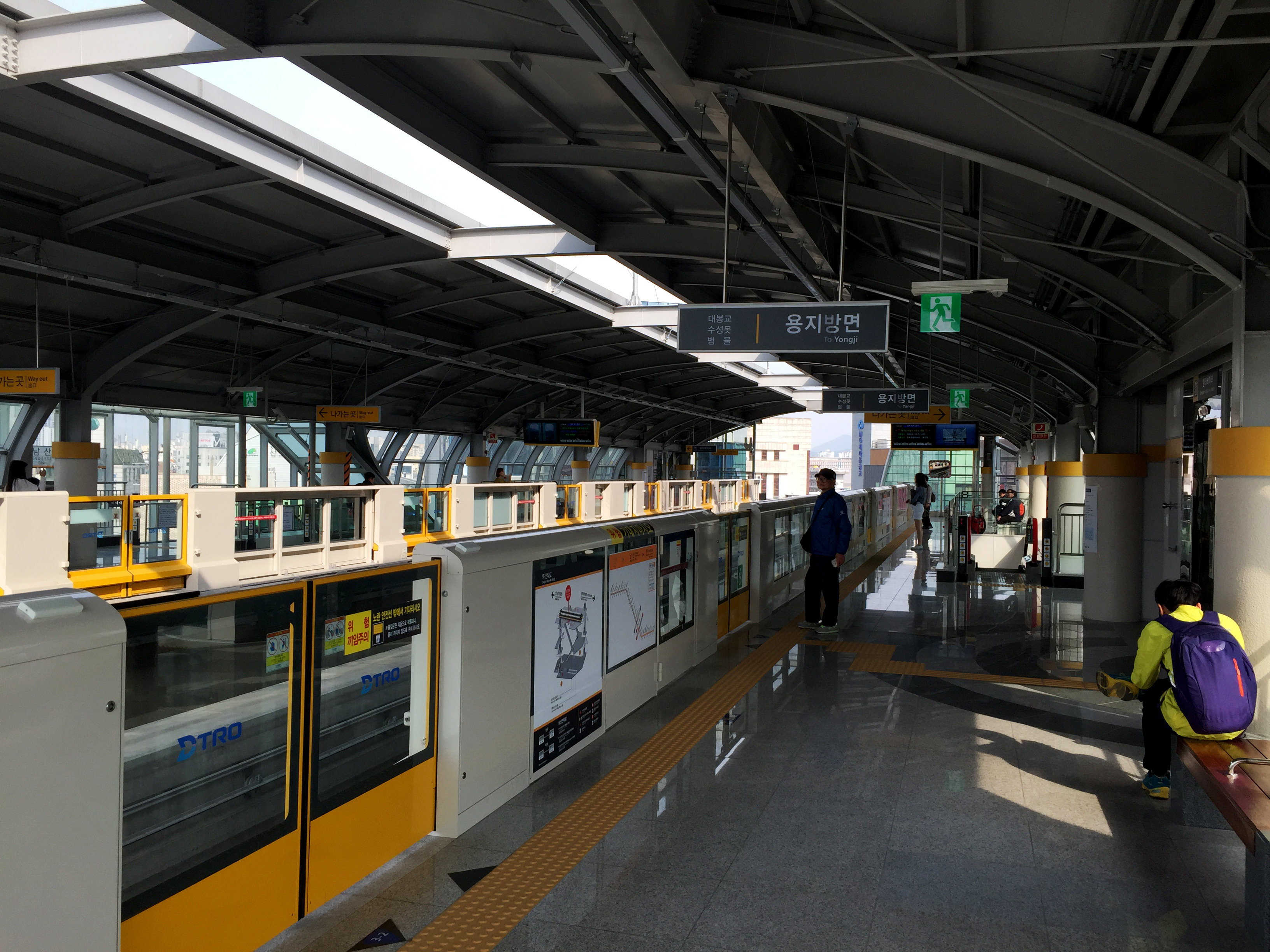
난간형 스크린도어 (대구 도시철도 3호선 남산역)
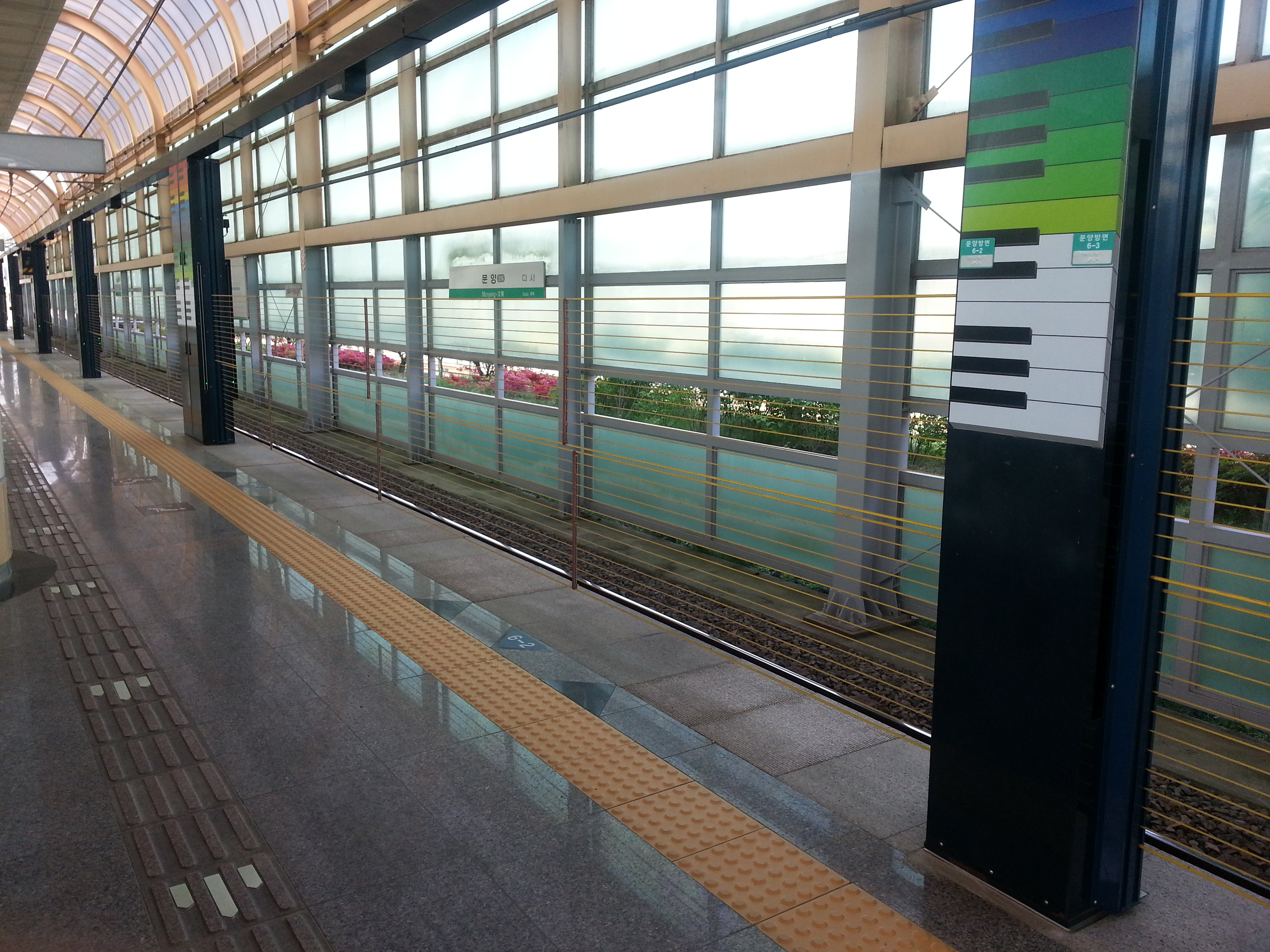
로프형 스크린도어 (대구 도시철도 2호선 문양역)

## 같이 보기
- 트래픽 배리어

### 내용주
1. ↑  센텀시티역, 부산역, 연산역, 해운대역, 서면역 등 스크린도어 설치 사업 초기에 설치된 일부 역에는 완전밀폐형이 설치되어 있다.